# Chopin (navire à passagers)
Pour les articles homonymes, voir Chopin (homonymie).
Le Chopin est un brick polonais construit en 1999 par Wioska gleglarska Krzysztof Kosiński. Ce navire à passagers navigue sur les grands lacs de la région de Mazurie (lac de Bełdany, lac de Mikołajki et lac de Śniardwy).

## Histoire
Il a été conçu d'après les lignes d'un brick du 19e siècle. Il a été construit à Płońsk en 1999 et lancé pour la Polska Telefonia Cyfrowa. Jusqu'en 2001 il a été amarré à Varsovie pour recevoir son aménagement intérieur.
En 2005, il a été racheté par son constructeur avec Gaspol S.A. comme sponsor. Il a d'abord eu Wierzba comme port d'attache jusqu'en 2006, puis Mikołajki en Voïvodie de Varmie-Mazurie.
Chopin navigue sur les grands lacs de Mazurie de mi-avril à mi-novembre. Il a une capacité de 70 passagers en croisières et jusqu'à 120 invités à bord quand il est à quai. 
|               |
| Pont terrasse |

|     |
| Bar |

|       |
| Salon |